# Classic World Racing
Classic World Racing Limited ist ein britisches Unternehmen im Bereich Kraftfahrzeuge und Hersteller von Automobilen.

## Unternehmensgeschichte
Michael David Luck gründete am 9. Januar 2007 das Unternehmen in Evesham in der Grafschaft Worcestershire. Zunächst restaurierte und präparierte er historische Fahrzeuge für Renneinsätze. 2010 präsentierte er sein erstes selbst hergestelltes Automobil auf einer Automobilshow. Der Markenname lautet CWR. Vom 19. November 2010 bis zum 24. Februar 2013 war Douglas Ellwood ebenfalls Direktor. Insgesamt entstanden bereits in den ersten beiden Jahren etwa zwei Exemplare.

## Fahrzeuge
Das erste Modell ist der Titan. Dies ist die Nachbildung des TVR Tuscan von 1968. Die Basis bildet ein Spaceframe-Fahrgestell. Die Karosserie des Coupés entsteht auf den originalen Bauformen von damals. Ein integrierter Überrollkäfig sorgt für mehr Stabilität und Sicherheit. Ein V8-Motor von General Motors mit 420 PS Leistung treibt die Fahrzeuge an. Das Fahrzeug wird für rund 70.000 Pfund angeboten. Bausätze sind nicht erhältlich.
Der Megaera ist eine Eigenentwicklung und ebenfalls ein sportliches Coupé.